# (199953) Mingnaiben
(199953) Mingnaiben est un astéroïde de la ceinture principale.

## Description
(199953) Mingnaiben est un astéroïde de la ceinture principale. Il fut découvert le 18 avril 2007 à XuYi par le programme de relevé astronomique d'objets géocroiseurs de l'observatoire de la Montagne Pourpre (PMO NEO). Il présente une orbite caractérisée par un demi-grand axe de 2,37 UA, une excentricité de 0,09 et une inclinaison de 6,8° par rapport à l'écliptique.

## Compléments